# Ettore Tavernari
Ettore Giuseppe Maria Tavernari (ur. 19 stycznia 1905 w Modenie, zm. 8 października 1981 tamże) – włoski lekkoatleta specjalizujący się w biegach sprinterskich i średniodystansowych.
Pierwszy występ Włocha na arenie międzynarodowej miał miejsce podczas IX Letnich Igrzyskach Olimpijskich w 1928 roku w Amsterdamie. Wziął udział w dwóch konkurencjach. W biegu 800 metrów Tavernari biegł w czwartym biegu eliminacyjnym, w którym zajął czwarte miejsce i z nieznanym czasem odpadł z dalszej rywalizacji. W rywalizacji sztafet 4 × 400 metrów Włoch biegł na czwartej zmianie. Ekipa włoska odpadła w fazie eliminacyjnej, zajmując w swoim biegu trzecie miejsce, z czasem 3:22,6.
W 1934 roku, podczas I Mistrzostw Europy w Turynie, Tavernari wziął udział w dwóch konkurencjach. Na dystansie 400 metrów zajął czwarte miejsce, a czasem 48,6 sekundy ustanowił nowy rekord kraju. W rywalizacji sztafet na dystansie 4 × 400 metrów, Włoch biegł na ostatniej zmianie. Ekipa włoska uplasowała się na czwartym miejscu.

## Rekordy życiowe
- bieg na 400 metrów – 48,3 (1935)
- bieg na 800 metrów - 1:52,3 (1929)